# NGC 6045A
NGC 6045A је спирална галаксија у сазвежђу Херкул која се налази на NGC листи објеката дубоког неба.
Деклинација објекта је + 17° 45' 29" а ректасцензија 16h 5m 8,0s. Привидна величина (магнитуда) објекта NGC 6045 износи 14,1 а фотографска магнитуда 14,8. NGC 6045A је још познат и под ознакама UGC 10177, MCG 3-41-88, CGCG 108-112, DRCG 34-82, ARP 71, IRAS 16028+1753, PGC 57031.